# Kegellager

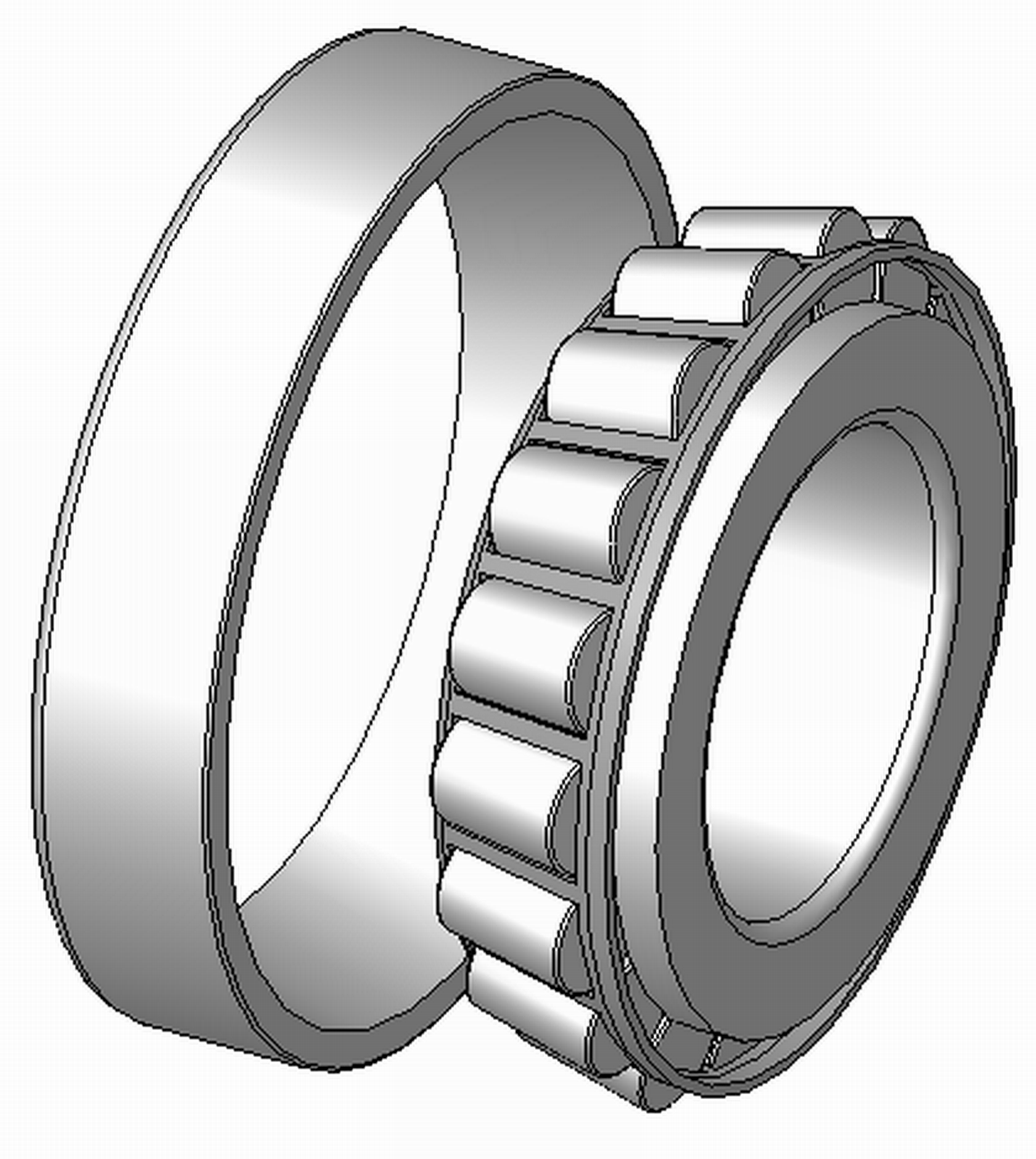
Schema van een eenrijig kegellager

Een kegellager is een rollend lager met een binnen- en buitenring met conische loopbanen waartussen de kegelvormige rollichamen zijn geplaatst. Al de kegelvlakken convergeren naar één punt op de hartlijn van het lager. Door hun vormgeving kunnen kegellagers zowel axiale als radiale krachten opnemen.
Het axiale draagvermogen van de lagers wordt grotendeels bepaald door de contacthoek. Hoe groter deze hoek is, des te hoger is het axiale draagvermogen.
Een eenrijig kegellager kan slechts aan één zijde axiale belastingen opnemen. Daarom is het gebruikelijk dat een eenrijig kegellager wordt opgesteld tegen een ander eenrijig kegellager (x-opstelling, o-opstelling of tandem-opstelling).

Convergerende kegels
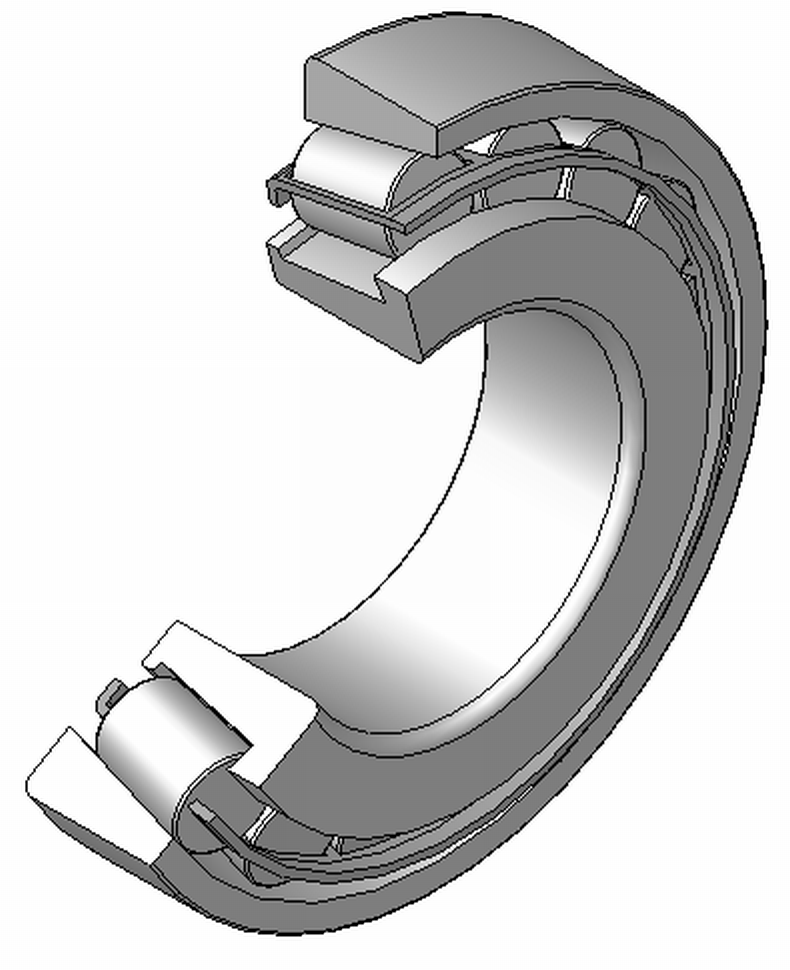
Opengewerkte tekening van een kegellager